# N. C. Wyeth

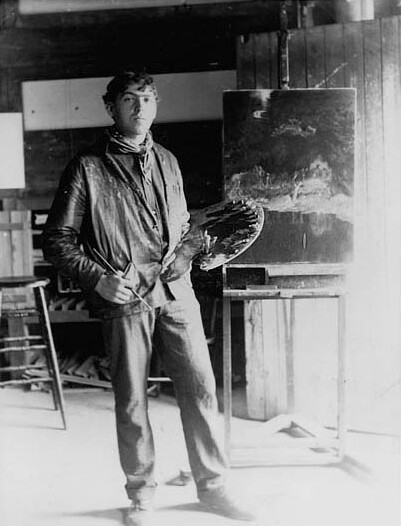
Newell Convers Wyeth, um 1903/04

Newell Convers Wyeth, bekannt als N. C. Wyeth (* 22. Oktober 1882 in Needham, Massachusetts; † 19. Oktober 1945 in Chadds Ford, Pennsylvania) war ein US-amerikanischer Maler und berühmter Illustrator des 20. Jahrhunderts.

## Leben
Wyeth war der Sohn von Andrew Newell Wyeth und seiner Frau Henriette Zirngiebel. Schon früh erkannten die Eltern sein künstlerisches Talent. Nach dem Besuch der Highschool ging Wyeth auf die renommierte Kunstschule Brandywine School von Howard Pyle. Um 1904 wurde er dessen Assistent. Am 16. April 1906 heiratete er Carolyn Bockius.
1941 wurde Newell Convers Wyeth in New York zum Mitglied (NA) der National Academy of Design gewählt.
In den späteren Jahren verdiente Wyeth sein Geld als Illustrator für Plakate, Zeitschriften, Kinder- und Jugendbücher. Ab 1915 begann er mit Wandmalereien, die ihn spätestens in den 1920er- und 1930er-Jahren berühmt machten. Diese schuf er für öffentliche und private Gebäude.
Wyeth starb durch einen Verkehrsunfall, als sein Auto auf den Schienen stehen blieb und von einem Zug erfasst wurde. Von seinen fünf Kindern erbten Henriette (1907–1997), Nathaniel (1911–1990) und insbesondere Andrew (1917–2009) sein künstlerisches Talent.

## Werke (Auswahl)
- 1907: Mowing

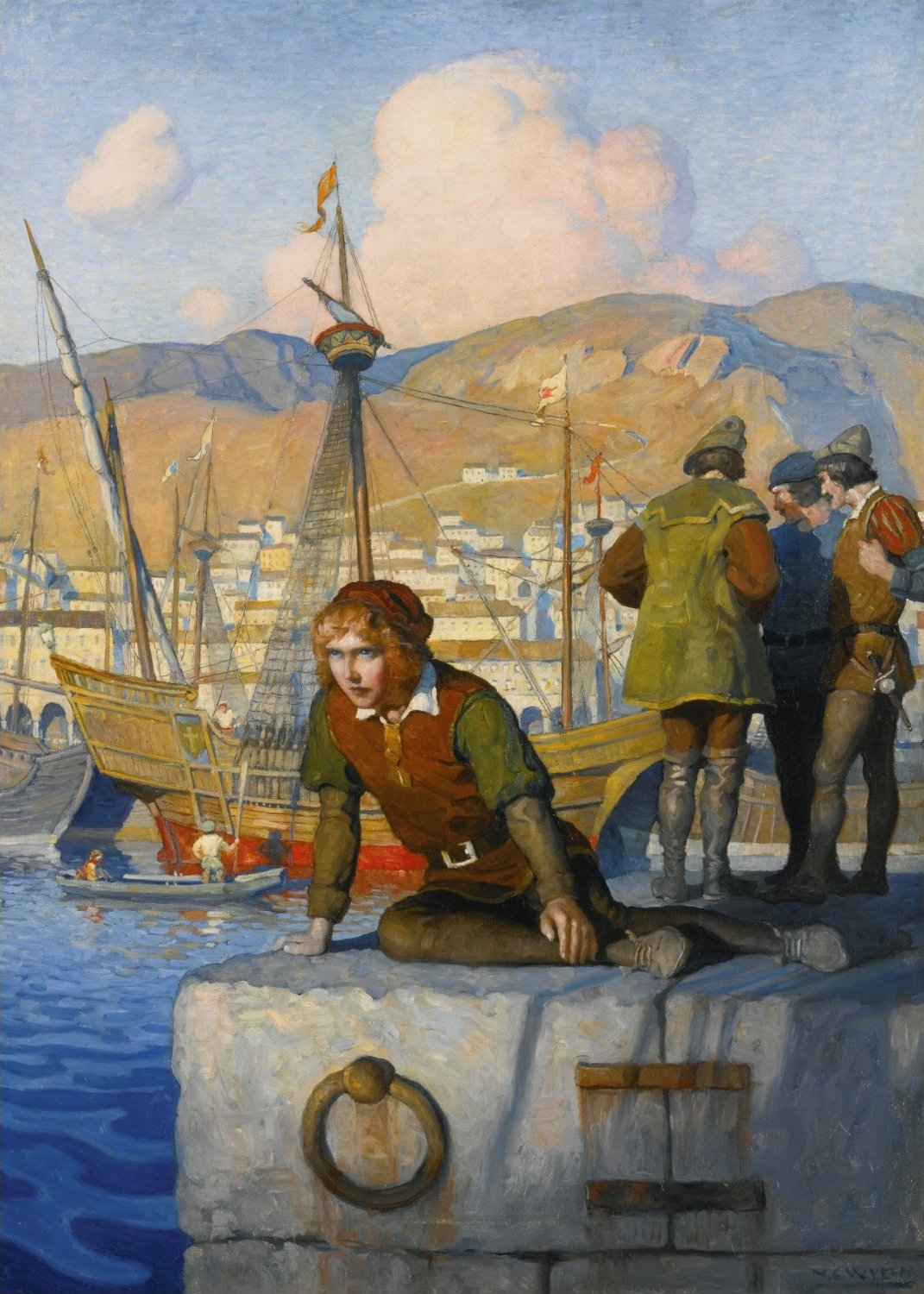
Columbus in Genua (1917)

- 1911: Long John Silver and Hawkins
- 1915: The Fence Builders
- 1934: Dying Winter
- 1938: The Alchemist
- 1939: Deep Cover Lobsterman
- 1944: The War Letter
- 1945: Nightfall